# Adrie Visser
Adriana "Adrie" Visser (Hoorn, 19 d'octubre de 1983) és una ciclista neerlandesa professional del 2004 al 2013. Va competir en ruta i en pista.

## Palmarès en ruta
- 2007
  - 1a al Univé Tour de Drenthe
- 2008
  - Vencedora d'una etapa a l'Albstadt-Frauen-Etappenrennen
- 2010
  - Vencedora d'una etapa a la Volta a Turíngia
- 2011
  - 1a a l'Energiewacht Tour i vencedora d'una etapa
  - 1a al Sparkassen Giro Bochum
- 2012
  - 1a a Le Samyn des Dames
  - 1a a la Fletxa d'Erondegem

## Palmarès en pista
- 2003
  -  Campiona dels Països Baixos en Scratch
  -  Campiona dels Països Baixos en Persecució
  -  Campiona dels Països Baixos en Puntuació
- 2004
  -  Campiona dels Països Baixos en Scratch
  -  Campiona dels Països Baixos en Persecució
  -  Campiona dels Països Baixos en Puntuació
- 2005
  -  Campiona dels Països Baixos en Scratch
  -  Campiona dels Països Baixos en Persecució
  -  Campiona dels Països Baixos en Puntuació
- 2006
  -  Campiona dels Països Baixos en Scratch
  -  Campiona dels Països Baixos en Puntuació

### Resultats a laCopa del Món
- 2004
  - 1r a Sydney, en Scratch
- 2005-2006
  - 1r a Manchester, en Scratch